# Bridkî, Stara Vîjivka
Bridkî (în ucraineană Брідки) este un sat în așezarea urbană Stara Vîjivka din raionul Stara Vîjivka, regiunea Volînia, Ucraina.

## Demografie
Componența lingvistică a localității Bridkî
     Ucraineană (99,47%)
     Alte limbi (0,53%)
Conform recensământului din 2001, majoritatea populației localității Bridkî era vorbitoare de ucraineană (99,47%), existând în minoritate și vorbitori de alte limbi.